# 玦

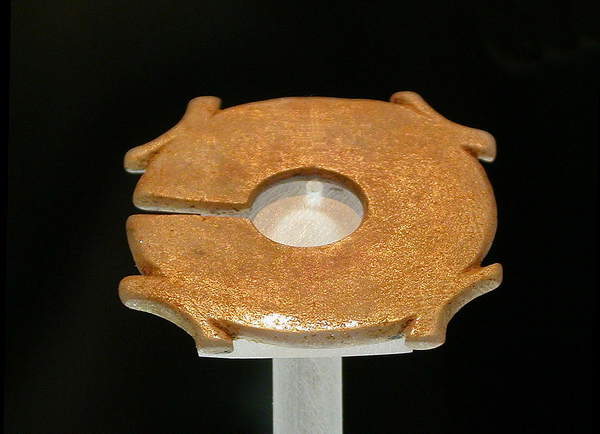
广西银山岭64号墓出土的战国时期的玉玦，由广西壮族自治区博物馆收藏

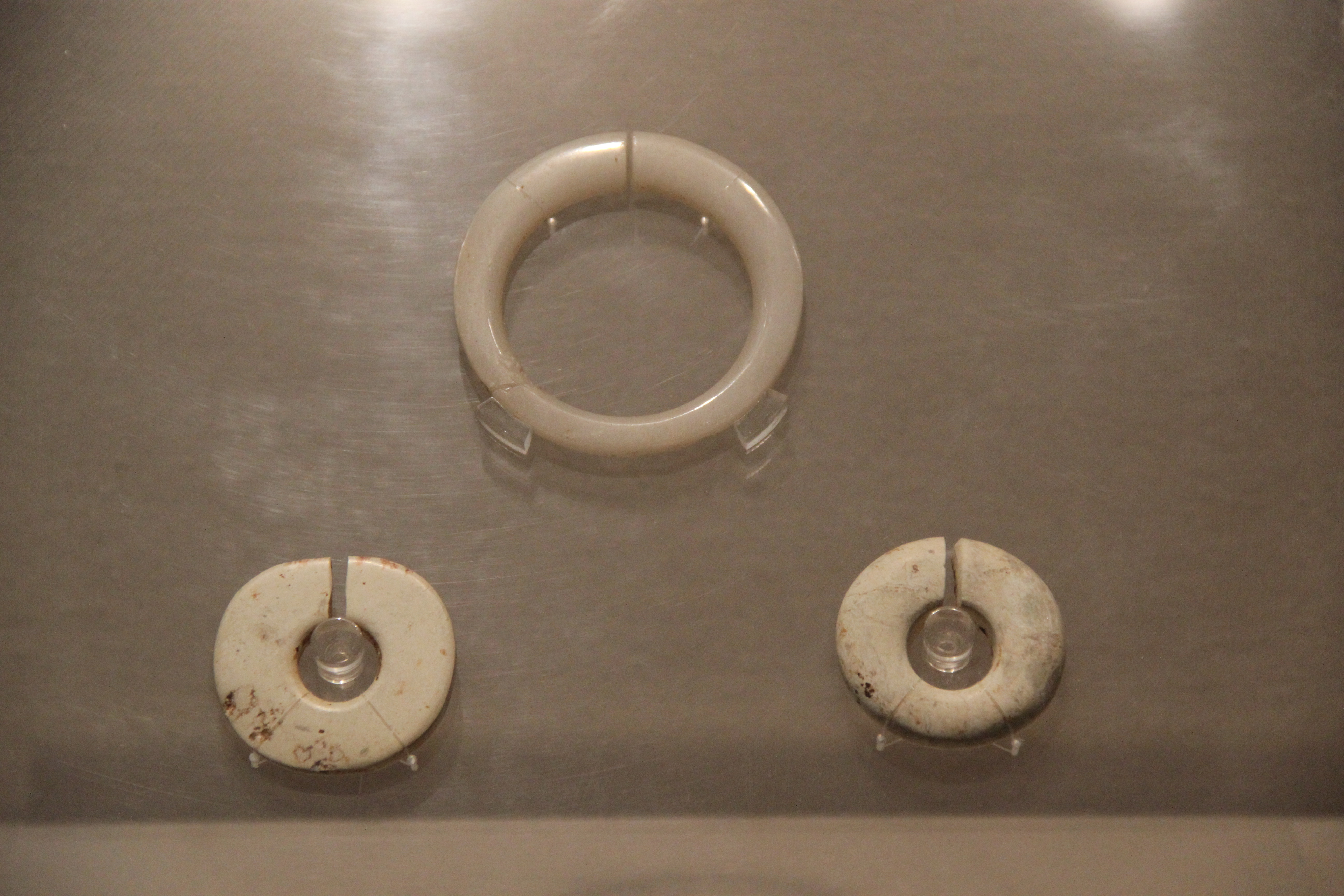
三件不同大小的玉玦

玦，又称为玉玦，是中国古代圆形玉佩的一种器形，玉环周边有一个缺口即为玦。玦在新石器时代晚期的红山文化遗址中大量出现，至汉朝起，玦开始出现衰落，汉朝后，已很少出现。